# Paul Theroux
Paul Theroux (Medford, 10 aprile 1941) è uno scrittore statunitense.

## Biografia
Theroux nasce a Medford, nel Massachusetts, terzogenito dei sette figli di Albert Eugene Theroux, un rappresentante di una ditta manifatturiera del cuoio franco-canadese, e di Anne Dittami, un'insegnante di grammatica statunitense di origini italiane. Consegue la laurea in scrittura creativa presso l'Università del Maine, per poi specializzarsi presso le Università di Syracuse e Urbino.
Ha pubblicato il suo primo romanzo, Waldo, nel 1967. Dopo aver terminato l'università ha vissuto 5 anni in Africa, luogo che ha ispirato i suoi successivi lavori: Fong and the Indians, Girls at play e Jungle lovers. Nel continente africano insegna e prende parte a missioni umanitarie.
Ha successivamente insegnato all'Università di Singapore prima di stabilirsi in Inghilterra.
Il suo romanzo più conosciuto è sicuramente The Great Railway Bazaar - by train through Asia, pubblicato nel 1975. Con The Mosquito Coast ha vinto il James Tait Black Memorial Prize per la narrativa nel 1981; dal romanzo, cinque anni dopo, è stato tratto l'omonimo film.
In Italia i suoi libri sono stati pubblicati da Baldini Castoldi Dalai (Hotel Honolulu, Ultimo treno della Patagonia, O-Zone, Gallo di Ferro. In treno attraverso la Cina, Mosquito Coast, Ultimi giorni a Hong Kong, Dark Star Safari), Mondadori (Costa delle zanzare) e Frassinelli (Da costa a costa).
Ha collaborato altresì con settimanali e mensili, quali Playboy, Esquire e The Atlantic Monthly.
Paul Theroux si è sposato due volte: con Anne Castle dal 1967 al 1993 e successivamente con Sheila Donnelly (dal 18 novembre 1995). Attualmente vive alle Hawaii.
Dal primo matrimonio ha avuto due figli Marcel Theroux e Louis Theroux, entrambi scrittori e presentatori televisivi, ed è lo zio dell'attore Justin Theroux.

## Opere

### Narrativa
- Waldo (1967)
- Fong and the Indians (1968)
- Murder in Mount Holly (1969)
- Girls At Play (1971)
- Jungle Lovers
- Sinning with Annie (1972)
- Saint Jack (1973)
- The Black House (1974)
- The Family Arsenal (1976)
- The Consul's File
- Picture Palace (1978)
- A Christmas Card
- London Snow
- World's End (1980)
- Costa delle zanzare (The Mosquito Coast) (1981)

- The London Embassy (1982)
- Doctor Slaughter (1984)
- O-Zone (O-Zone) (1986)
- The White Man's Burden
- My Secret History (1989)
- Chicago Loop (1990)
- Millroy the Magician (1993)
- The Greenest Island (1995)
- My Other Life (1996)
- Ultimi giorni a Hong Kong (Kowloon Tong) (1997)
- Hotel Honolulu (Hotel Honolulu)
- Stranger at the Palazzo D'Oro
- Luce accecante (Blinding Light) (2006)
- Elephanta suite (The Elephanta Suite) (2007)
- Due stelle (2008)

### Saggistica
- V.S. Naipaul, an Introduction to His Work (1972)
- Bazar express: in treno attraverso l'Asia (The Great Railway Bazaar) (1975)
- L'ultimo treno della Patagonia (The Old Patagonian Express) (1979)
- Da costa a costa (The Kingdom By The Sea) (1983)
- Sailing Through China (1984)
- Sunrise With Seamonsters (1985)
- The Imperial Way (1985)
- Il gallo di ferro: in treno attraverso la Cina (Riding the Iron Rooster) (1988)
- To The Ends of the Earth (1990)
- The Happy Isles of Oceania (1992)
- The Pillars of Hercules (1995)
- Sir Vidia's Shadow (1998)
- Fresh Air Fiend (2000)
- L'infermiera Wolf e il dottor Sacks (Nurse Wolf and Dr. Sacks) (2001)
- Dark star safari: dal Cairo a Città del Capo via terra (Dark Star Safari) (2002)
- Un treno fantasma verso la Stella dell’Est (Ghost Train to the Eastern Star) (2008)
- The last train to Zona Verde (2013)